# (5797) Bivoj
(5797) Bivoj (1980 AA) – planetoida z grupy Amora okrążająca Słońce w ciągu 2,61 lat w średniej odległości 1,89 j.a. Odkryta 13 stycznia 1980 roku.